# Cosmopolitan (Cocktail)

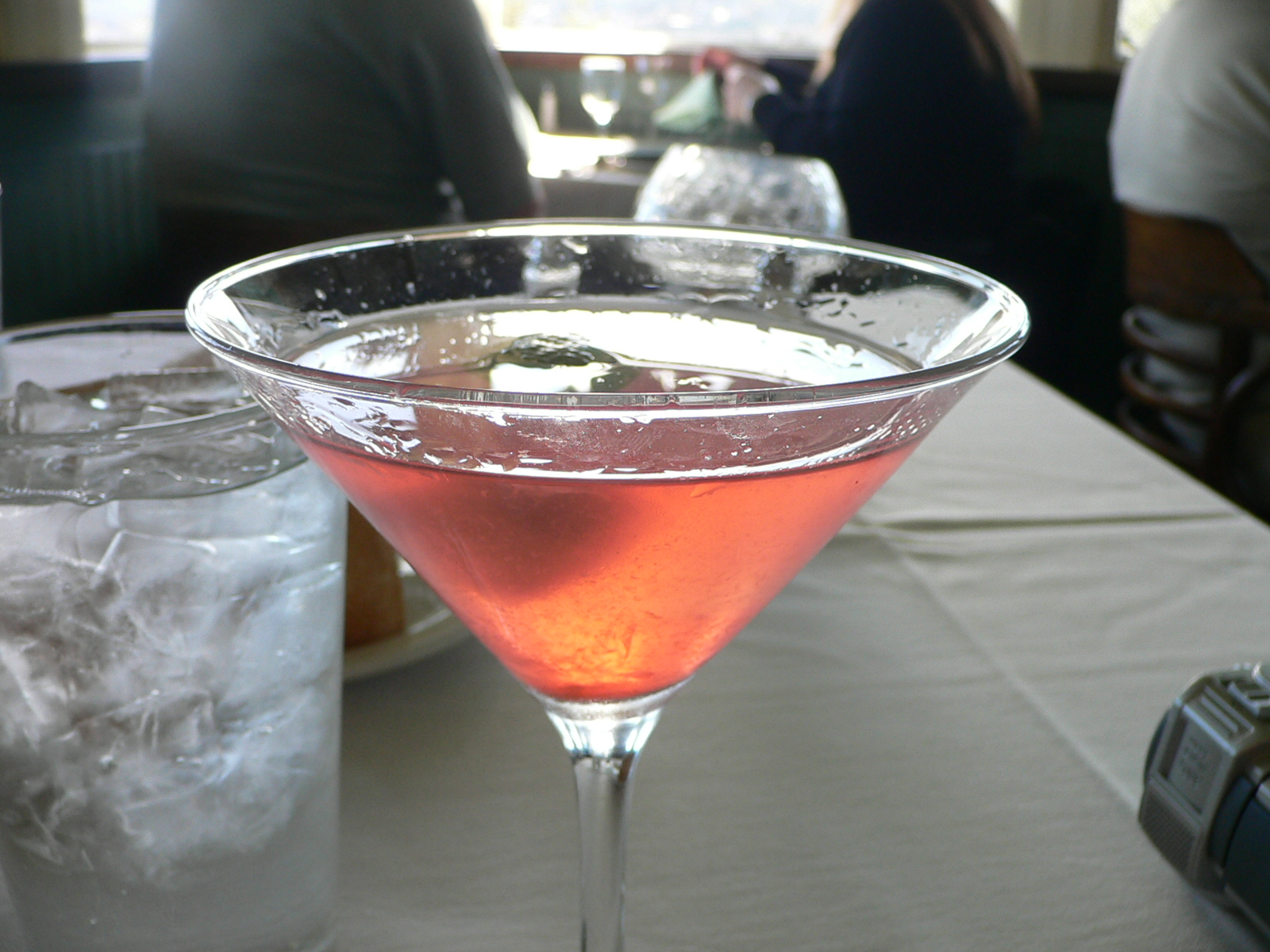
Ein Cosmopolitan

Der Cosmopolitan (kurz Cosmo) ist ein herb-süßer Cocktail, dessen moderne Rezeptur – basierend auf der Grundstruktur eines Sours – aus Wodka, Triple Sec, Limetten- und Cranberrysaft besteht. Erstmals erwähnt wird ein Shortdrink dieses Namens in einem Barbuch von 1934. In seiner heutigen Form ist der Cosmopolitan aber erst seit den 1990er Jahren weltweit verbreitet, als er durch die Fernsehserie Sex and the City populär wurde, in der er das Lieblingsgetränk der Hauptfiguren ist.

## Geschichte
Als Vorläufer des heutigen Cosmopolitan gilt ein Cocktail auf Gin-Basis, der 1934 in einer US-amerikanischen Rezeptsammlung für Barkeeper erschien, herausgegeben von den Travelling Mixologists. Das Rezept wird bei den Gin-Drinks unter Verschiedene als einziger Drink in der Gruppe Daisies aufgeführt. Daisy bedeutet Gänseblümchen und stellte in Barbüchern des 19. und frühen 20. Jahrhunderts eine recht seltene Getränkegruppe dar. Den Travelling Mixologists zufolge glichen sie den Crustas bis auf den fehlenden Zuckerrand am Glas und würden mit Fruchtextrakt gesüßt. 
Für den Cosmopolitan waren Gin, Cointreau, der Saft einer Zitrone und etwas Himbeersirup mit Eiswürfeln im Cocktail-Shaker zu schütteln und in einen kleinen Kelch abzuseihen. Dieses Rezept weist deutliche Ähnlichkeit zu dem in den 1930er Jahren bereits verbreiteten Sidecar auf, der aus Weinbrand, Cointreau und Zitronensaft gemixt wird und seinerseits als Abwandlung einer Brandy Daisy gilt. 
In weiteren Bänden der Rezeptsammlung wird der Name Cosmopolitan aber auch für völlig andere Drinks verwendet: für ein Getränk aus Rye Whiskey, Crème Yvette, Wermut, Grenadine und Picon,:S. 154 für einen Punch aus Rye Whiskey, Cointreau und Portwein,:S. 188 für einen weiteren Punch aus gelbem Chartreuse, Bénédictine, Zitronensaft, Zucker, Burgunder und Mineralwasser:S. 154f und schließlich für einen (heißen) Grog mit Sherry und Jamaika-Rum.:S. 250
Die Rezeptur des Gin-Cosmopolitan von 1934 taucht allerdings in Barbüchern späterer Jahrzehnte nicht mehr auf und geriet in Vergessenheit, wie auch die anderen gleichnamigen Drinks der Sammlung nicht weiter rezipiert wurden. In den 1980er Jahren kursierte in den USA dann ein Stealth Martini, dessen Benennung Barnaby Concrad III zugeschrieben wird und der bereits alle Zutaten des modernen Cosmopolitan aufwies, nämlich Wodka, Orangenlikör, Limettensaft und Cranberrysaft. Als weitere Vorläufer des modernen Cosmopolitan gelten der ebenfalls schon in den 80er Jahren servierte Shortdrink Kamikaze (Wodka, Orangenlikör, Limettensaft) sowie der Longdrink Cape Codder aus Wodka, Preiselbeersaft und Limettensaft.
Kurz nach der Markteinführung des Wodkas Absolut Citron in den USA soll Cheryl Cook im Jahr 1985 den ersten „modernen“ Cosmopolitan mit Zitronenwodka, Triple Sec, Rose’s Lime Juice und Cranberrysaft in ihrer Bar The Strand in Miami Beach gemixt haben. Der New Yorker Barkeeper Toby Cecchini schließlich verwendete Ende der 1980er Jahre als Triple Sec die Marke Cointreau sowie frisch gepressten Limettensaft und schuf damit das heutige Standardrezept.
2006 stießen die Autoren Anistatia Miller und Jared Brown, die die Rezeptsammlung der Travelling Mixologists von 1934 schon in den 1990er Jahren digitalisiert hatten, und der Hamburger Gastronom und Barkeeper Jörg Meyer angeblich unabhängig voneinander:S. 7 auf das ursprüngliche Gin-Rezept. 2009 wurden die Mixbücher neu aufgelegt.

## Zubereitung
Heute wird ein Cosmopolitan meist nach moderner Rezeptur gemixt, zum Beispiel aus Wodka (manchmal auch mit Zitronenaroma), Triple Sec, Limettensaft sowie Cranberrysaft, im Cocktail-Shaker mit Eis geschüttelt und „straight up“, also ohne Eis, in ein Cocktailglas (Martinikelch, Cocktailspitz) abgeseiht und mit einem Limettenschnitz dekoriert. In dieser Form ist der Cosmopolitan einer der Official IBA Cocktails, der Drinks der International Bartenders Association in der Kategorie Contemporary Classics (zeitgenössische Klassiker). Steht kein Cranberrysaft bzw. -nektar zur Verfügung, kann auch Preiselbeersaft oder Granatapfelsaft verwendet werden. Der Cranberrysaft dient hauptsächlich dazu, dem Cocktail eine leichte Rosa-Färbung zu verleihen, geschmacklich spielt er nur eine untergeordnete Rolle.
Für einen ursprünglichen Cosmopolitan, angelehnt an die Rezeptur von 1934, empfiehlt Stephan Hinz Gin, Cointreau, Zitronensaft und Himbeersirup, alles auf Eis geschüttelt und in eine Cocktailschale doppelt abgeseiht.